# Esther John
Esther John, geboren als Qamar Zia (* 14. Dezember 1929; † 2. Februar 1960), war eine pakistanische Krankenschwester und Märtyrerin der anglikanischen Kirche.

## Leben

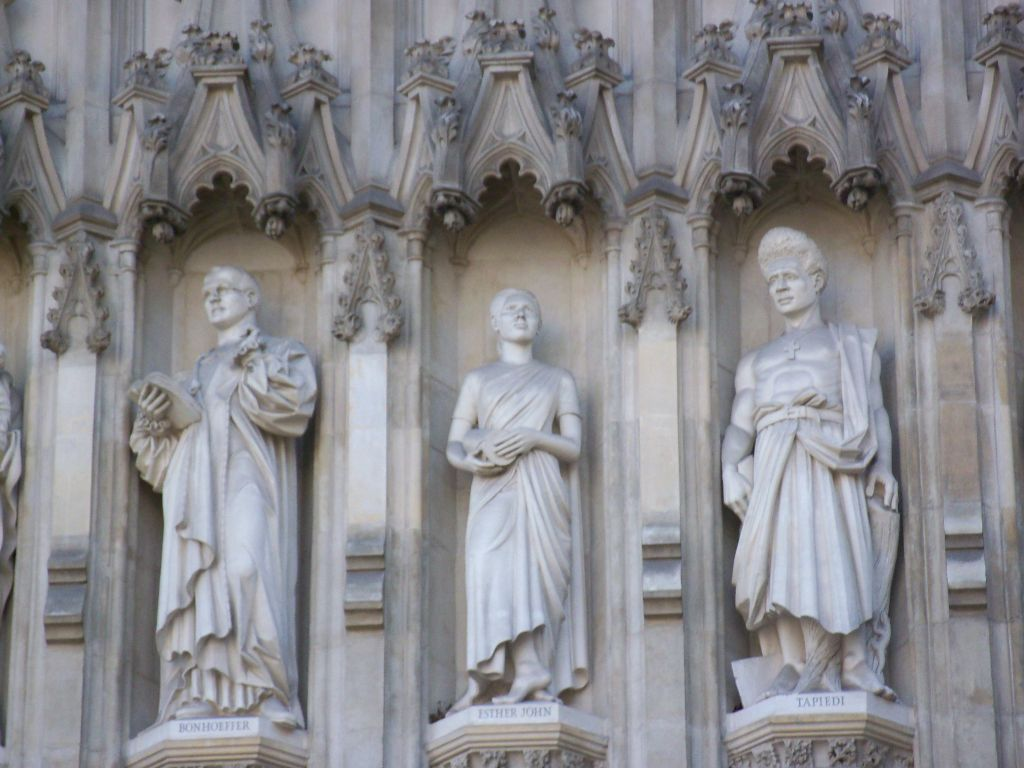
Esther John an der Westminster Abbey, mittlere Statue

Sie wuchs in einer Familie mit sieben Kindern  in Britisch-Indien auf, ging auf eine staatliche Volksschule und im Alter von siebzehn auf eine christliche Schule und konvertierte insgeheim. Aufgrund der Teilung Indiens 1947 zog die Familie auf dem Seeweg von Madras nach Karatschi um. Ihr Lehrer in Madras hatte die Missionarin Marian Laugesen kontaktiert, die Qamar auch fand. 1954 verließ sie ihre Familie, da diese sie zwangsweise mit einem Muslim verheiraten wollte. Sie fand Laugesen und arbeitete in verschiedenen christlichen Institutionen. Sie wurde getauft und nahm den Namen Esther John an. Sie stand immer noch unter dem Druck ihrer Familie, entzog sich diesem am 30. Juni 1955 und zog in den Punjab. In Sahiwal arbeitete sie in einem Missionsspital und feierte ihr erstes Weihnachtsfest. Sie fühlte sich zur Lehrerin berufen und belegte Kurse an einer Bibelschule in Gujranwala 1956. Nach deren Abschluss 1959 zog sie nach Chichawatni bei Sahiwal und lebte und lehrte dort auf einer Missionsstation. Die Familienbeziehung war nach wie vor gespannt. Am 2. Februar 1960 fand man Esther John brutal ermordet in ihrem Haus in Chichawatni, die näheren Umstände sind nicht bekannt. Sie wurde in Sahiwal christlich begraben.

## Ehrung am Westportal der Westminster Abbey
Eine besondere Ehrung Esther Johns ist ihre Aufnahme als Märtyrerin des 20. Jahrhunderts am Westportal der Westminster Abbey in London. Die Statuen wurden 1998 von Queen Elizabeth enthüllt.
Der Haupteingang befindet sich an der Westseite. Das Portal wird von Darstellungen der vier christlichen Tugenden Wahrheit, Gerechtigkeit, Barmherzigkeit, Friede sowie von zehn Märtyrern des 20. Jahrhunderts gerahmt.